# Gerald Glass
Gerald Damon Glass (Greenwood, Misisipi, 12 de noviembre de 1967) es un exjugador de baloncesto estadounidense que jugó 4 temporadas en la NBA, además de hacerlo en la CBA, en la liga italiana, en la liga francesa y en la liga israelí. Con 1,96 metros de altura, lo hacía en la posición de escolta.

## Trayectoria deportiva

### Universidad
Jugó sus dos primeras temporadas con los Statesmen de la pequeña Universidad de Delta State, de donde fue transferido en 1988 a los Rebels de la Universidad de Misisipi, promediando en total 26,1 puntos y 8,1 rebotes por partido. Su registro en anotación es el segundo mejor de la historia de Ole Miss, siendo elegido en sus dos temporadas en el equipo en el mejor quinteto de la Southeastern Conference.

### Profesional
Fue elegido en la vigésima posición del Draft de la NBA de 1990 por Minnesota Timberwolves, donde jugó dos temporadas completas, destacando la segunda de ellas, en la que promedió 11,5 puntos y 3,5 rebotes por partido. Poco después del comienzo de la temporada 1992-93 fue traspasado, junto con Mark Randall a Detroit Pistons, a cambio de Lance Blanks y Brad Sellers. En los Pistons se encontraría con mucha competencia en su puesto, con jugadores de la talla de Mark Aguirre o Joe Dumars. A pesar de ello, fue titular en cinco partidos, promediando al final 5,3 puntos y 2,5 rebotes por encuentro.
Tras finalizar su contrato, firmó con Golden State Warriors por una temporada, pero fue despedido a los pocos días. Viéndose sin equipo en la NBA, jugó una temporada en la CBA, y al año siguiente se iría a jugar a la A2 italiana, al Jcoplastic Napoli, donde promedió 25,5 puntos y 7,8 rebotes por partido.
Regresó a la NBA en 1995, fichando por una temporada por New Jersey Nets, quienes pocos meses después lo traspasarían a Charlotte Hornets junto con Kenny Anderson a cambio de Kendall Gill y Khalid Reeves. Pero en los Hornets sólo jugó 15 minutos repartidos en 5 partidos antes de ser cortado por el equipo.
En 1996 volvió a cruzar el charco, fichando por el CSP Limoges de la liga francesa, donde promedió 12,4 puntos y 3,8 rebotes en los 13 partidos que jugó. Tras una temporada en blanco, acabó su carrera en el Bnei Hertzeliya de la liga israelí.

## Estadísticas de su carrera en la NBA

### Temporada regular
| Temporada | Edad | Equipo                 | Liga | P   | TIT | MIN  | TC  | TCA  | %TC  | 3P  | 3PA | %3P  | TL  | TLA | %TL   | R.OF. | R.DEF. | REB | ASIS | ROB | TAP | PER | FP  | PTS  |
| 1990-91   | 23   | Minnesota Timberwolves | NBA  | 51  | 3   | 11.9 | 2.9 | 6.7  | .438 | 0.0 | 0.3 | .118 | 1.0 | 1.5 | .684  | 1.1   | 0.9    | 2.0 | 0.8  | 0.5 | 0.2 | 0.8 | 1.5 | 6.9  |
| 1991-92   | 24   | Minnesota Timberwolves | NBA  | 75  | 41  | 24.3 | 5.1 | 11.6 | .440 | 0.2 | 0.7 | .296 | 1.0 | 1.7 | .616  | 1.4   | 2.0    | 3.5 | 2.3  | 0.9 | 0.4 | 1.4 | 2.3 | 11.5 |
| 1992-93   | 25   | TOTAL                  | NBA  | 60  | 5   | 14.1 | 2.4 | 5.7  | .419 | 0.1 | 0.6 | .212 | 0.4 | 0.7 | .641  | 1.0   | 1.4    | 2.4 | 1.3  | 0.6 | 0.3 | 0.6 | 1.7 | 5.3  |
| 1992-93   | 25   | Minnesota Timberwolves | NBA  | 4   | 0   | 17.8 | 2.0 | 6.8  | .296 | 0.0 | 0.5 | .000 | 1.0 | 1.5 | .667  | 0.3   | 0.5    | 0.8 | 2.3  | 0.8 | 0.0 | 1.3 | 1.5 | 5.0  |
| 1992-93   | 25   | Detroit Pistons        | NBA  | 56  | 5   | 13.9 | 2.4 | 5.6  | .429 | 0.1 | 0.6 | .226 | 0.4 | 0.6 | .636  | 1.1   | 1.4    | 2.5 | 1.2  | 0.5 | 0.3 | 0.5 | 1.8 | 5.3  |
| 1995-96   | 28   | TOTAL                  | NBA  | 15  | 0   | 4.7  | 0.8 | 2.2  | .364 | 0.1 | 0.4 | .167 | 0.1 | 0.1 | 1.000 | 0.4   | 0.1    | 0.5 | 0.3  | 0.2 | 0.1 | 0.0 | 0.7 | 1.7  |
| 1995-96   | 28   | New Jersey Nets        | NBA  | 10  | 0   | 5.6  | 1.0 | 2.8  | .357 | 0.1 | 0.5 | .200 | 0.0 | 0.0 |       | 0.5   | 0.1    | 0.6 | 0.4  | 0.2 | 0.1 | 0.0 | 0.5 | 2.1  |
| 1995-96   | 28   | Charlotte Hornets      | NBA  | 5   | 0   | 3.0  | 0.4 | 1.0  | .400 | 0.0 | 0.2 | .000 | 0.2 | 0.2 | 1.000 | 0.2   | 0.2    | 0.4 | 0.0  | 0.2 | 0.0 | 0.0 | 1.0 | 1.0  |
| Total     |      |                        | NBA  | 201 | 49  | 16.7 | 3.4 | 7.9  | .433 | 0.1 | 0.5 | .236 | 0.8 | 1.2 | .643  | 1.1   | 1.4    | 2.5 | 1.5  | 0.6 | 0.3 | 0.9 | 1.8 | 7.7  |